# Лідс (Вісконсин)
Лідс (англ. Leeds) — місто (англ. town) в США, в окрузі Колумбія штату Вісконсин. Населення — 755 осіб (2020).

## Демографія
Згідно з переписом 2010 року, у місті мешкали 774 особи в 328 домогосподарствах у складі 229 родин. Було 341 помешкання
Расовий склад населення:
| - 97,2 % — білих - 0,9 % — корінних американців - 0,4 % — чорних або афроамериканців - 0,3 % — азіатів |

До двох чи більше рас належало 0,5 %. Частка іспаномовних становила 1,0 % від усіх жителів.
За віковим діапазоном населення розподілялося таким чином: 18,7 % — особи молодші 18 років, 66,6 % — особи у віці 18—64 років, 14,7 % — особи у віці 65 років та старші. Медіана віку мешканця становила 46,2 року. На 100 осіб жіночої статі у місті припадало 108,6 чоловіків;  на 100 жінок у віці від 18 років та старших — 116,9 чоловіків також старших 18 років.
Середній дохід на одне домашнє господарство  становив 80 456 доларів США (медіана — 71 250), а середній дохід на одну сім'ю — 95 773 долари (медіана — 91 250). Медіана доходів становила 54 013 долари для чоловіків та 45 833 долари для жінок. За межею бідності перебувало 7,1 % осіб, у тому числі 4,4 % дітей у віці до 18 років та 4,5 % осіб у віці 65 років та старших.
Цивільне працевлаштоване населення становило 443 особи. Основні галузі зайнятості: науковці, спеціалісти, менеджери — 13,8 %, сільське господарство, лісництво, риболовля — 13,8 %, роздрібна торгівля — 13,5 %, освіта, охорона здоров'я та соціальна допомога — 13,3 %.